# Теш (река)
Теш (фр. Tech) је река у Француској. Дуга је 84 km. Улива се у Средоземно море. 